# 1110 Jaroslawa
1110 Jaroslawa là một tiểu hành tinh vành đai chính bay quanh Mặt Trời, approximately 67 kilometers in diameter. Nó được phát hiện bởi Grigory Nikolaevich Neujmin ngày 10 tháng 8 năm 1928 ở Simeis. Tên ban đầu của nó là 1928 PD. Nó được đặt theo tên Jaroslav Grigorevich Neujmin, son of the discoverer.